# Рисаральда (департамент)
Департамент Рисаральда (ісп. Departamento de Risaralda) — департамент Колумбії, розташований в центральній частині країни. Територія — 4 140 км² (29-тий за розміром в Колумбії). Столиця — місто Перейра. Департамент відомий своїми кавовими плантаціями та швидким розвитком промисловості (виробництва одягу, харчової, торгівлі). Рисаральда розташована в Андах неподалік від порту Буенавентура та від найбільших міст країни (Медельїн, Богота і Калі), що робить її важливим економічним центром.

## Міста
- Санта-Роса-де-Кабаль

| Колумбія | Це незавершена стаття з географії Колумбії. Ви можете допомогти проєкту, виправивши або дописавши її. |